# Містер Мекі
Містер Мекі — (англ. Mr. Mackey) — персонаж анімаційного серіалу «Південний Парк», один з основних дорослих героїв серіалу. Цей персонаж заснований на образі шкільного психолога Трея Паркера містера Лекі (англ. Mr. Lackey).

## Риси характеру і розвиток персонажа
Містер Мекі працює психологом в початковій школі Саус-Парку. Його найяскравіша риса — постійне вживання слова, похідного від його прізвища і вигуку «okay», — «mmkay» (в перекладі «зрозуміло» або «зрозуміленько»). (Цікаво, що цим самим відрізняється психолог David Van Driessen з серіалу «Бівіс і Батхед».) У містера Мекі гугнявий голос. Крім того, у нього дуже велика голова — результат сильної зав'язки краватки на шиї. Через це у коледжі мав образливе прізвисько «Чел з дуже великою головою». Містер Мекі дуже кволий і слабкий: його здатний побити навіть містер Капелюх. Містер Макі здатний користуватися древньою практикою взаємодії умів, що передається шкільними психологами у спадок.
Містер Мекі досить розумний, знає, наприклад, іспанську мову, проте як викладач не витримує ніякої критики. Його лекції про шкоду наркотиків, тютюну та алкоголю зазвичай складаються виключно з фраз «наркотики — це погано, зрозуміленько?», «Алкоголь — це погано, добренько». У 14 сезоні, в серії «Новчало» з'ясовується, що Містер Мекі хворий «хворобою збирання» через дитячу душевну травму (під час екскурсії в ліс його в дерев'яному будиночку зґвалтувало Совеня — талісман лісогосподарської служби США, що закликає не смітити в лісі). Хоча можливо це був лише сон Стена, створений для лікування Мекі від накопичення.

## Особисте життя
Періодично у Містера Мекі починає з'являтися особисте життя. В молодості він займався сексом тільки раз, в 19 років (це згадується в епізоді «Правильне використання презерватива»). У 204 епізоді у нього були нетривалі стосунки з блондинкою, з якою вони поїхали в Індію і хотіли почати нове життя, але цим планам завадила «Команда А», яка діяла за наказом директорки Вікторії і містера Гаррісона. В епізоді «Дещо, що можна зробити пальцем» Картман записав кліп свого гурту на касету, де також виявилася садо-мазо сесія містера Мекі з матір'ю Картмана. Пізніше у містера Мекі були стосунки з учителькою 4 класу міс Заглотнік, завдяки яким вона позбулася цноти, а він згадав, що таке секс. Через деякий час міс Заглотнік вмирає.

## Роль у Південному Парку
Якщо діти себе погано ведуть — їх направляють до містера Мекі (наприклад, в перших сезонах Крейг майже в кожній серії сидить біля кабінету психолога). У період з моменту смерті міс Заглотнік до повернення містера Гаррісона містер Мекі викладав у четвертому класі (крім того, коли в школах ввели сексуальну освіту, він викладав його у хлопчиків того ж класу). Втім тут виникають проблеми, адже містер Мекі взагалі нічого не знає про секс. Крім того, діти обожнюють жартувати над містером Мекі, перекривлюючи його «mmkay» або на консультації посилаючи йому записки «Містер Мекі голубий»; на відміну від містера Гарісона, містер Мекі практично не має здібностей керувати дітьми, хоча іноді (наприклад, в серії «Туалетний папір») вони його бояться.
В епізоді «піпіська Айка» містер Мекі стикається з проблемою наркотиків — він пускає по класу марихуану, щоб усі могли мати уявлення про її запах, але її хтось краде (як з'ясовується пізніше, це містер Гаррісон) і його на деякий час звільняють з роботи. Містер Мекі починає експериментувати з алкоголем і наркотиками і навіть на деякий час набуває нормального вигляду. Втім, це обумовлено не благотворним впливом речовин на його психіку, а тим, що він нарешті перестає так туго затягувати краватку.
Містер Мекі є одним з керівників дитячого хору «Діти за захист голубих лісів». В епізоді «Загадка про лайно в пісуарі» містер Мекі вкрай близько до серця приймає те, що якийсь хлопчик сходив по-великому в пісуар, і починає повномасштабне розслідування. Тут знову виявляється нездатність містера Мекі обходитися з дітьми: дорікаючи їм вчергове, він вживає для позначення калу всілякі оригінальні евфемізми (на кшталт «шоколадний хот-дог»), які викликають у них більше сміх, ніж каяття.
В епізоді 611 з'являються батьки містера Мекі — у них такі ж голови і схожий говір. В епізоді 1503 згадується, що два роки тому (у 2008 або 2009) його батько помер від карієсу. Також містер Мекі дружить з директоркою Вікторією і іноді влаштовує вечірки (на вечірку з приводу метеоритного дощу збираються майже всі дорослі). Крім консультацій для дітей, він є особистим психологом містера Гаррісона, однак як мінімум в одному епізоді («Літо — відстій») зло жартує над ним. У фільмі «Південний парк: великий, довгий і необрізаний» містер Мекі читає дітям лекцію про шкоду лайки і співає пісеньку «It's Easy Mmmkay». Також містер Мекі з'являється в новорічному відліку Comedy Central за 1999 рік.

## Цікаві факти
- Містер Макі не любить серіал «Друзі».
- Намальований у стилі «Сімпсонів», містер Мекі нагадує містера Бернса.
- Домашній телефон Містера Мекі 303-555-6792.
- Містер Мекі спародійований Емінемом у пісні «Kids». Також спародіював містер Гарісон і Ерік Картман.